# Аарон Ааронсон
Аарон Ааронсон (івр. אהרון אהרנסון — Агарон Агаронсон; 21 травня 1876 — 15 травня 1919) — османський агроном, ботанік і політичний діяч єврейського походження з теренів Румунії, який прожив більшу частину свого життя в Османській Сирії. Ааронсон був першовідкривачем дикої полби (Triticum dicoccoides), яка вважається «матір'ю пшениці». Він заснував і очолював шпигунську мережу НІЛІ.

## Біографія

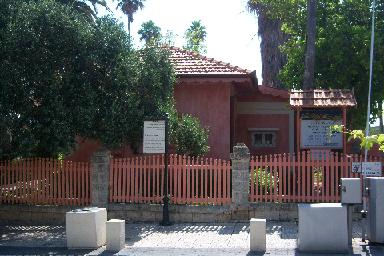
Меморіальний будинок Ааронсона в Зіхрон-Якові

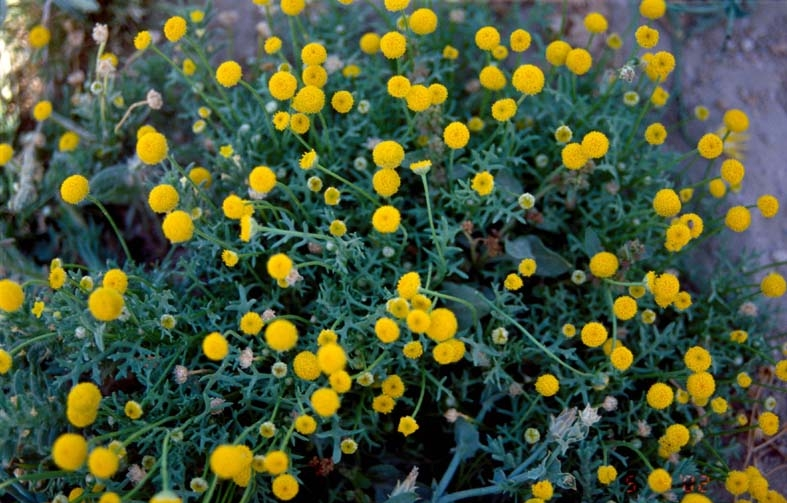

Аарон Ааронсон народився в Бакеу, Румунія, і був перевезений до Палестини, яка тоді була частиною турецької Османської імперії, у віці шести років. Мати Аарона, Малка (1853—1913), була дочкою рабина Фелтічен Шмуела Галацану, вихідця з Бердичева. Його батьки були серед засновників Зіхрон Яакова, одного з перших єврейських сільськогосподарських поселень Першої Алії. Мав двох сестер Сару та Ривку та брата Олександра. Ааронсон був першим власником автомобіля в Палестині та одним із перших, хто володів велосипедом, який він привіз із Франції. Мови, якими Ааронсон розмовляв удома, були їдиш та іврит, але він також знав англійську, арабську, турецьку, французьку, німецьку та трохи італійську.

## Сільське господарство і ботаніка
Після вивчення сільського господарства у Франції, спонсорованого бароном Едмондом де Ротшильдом, Ааронсон працював у Метулі, тодішній новій колонії на півночі країни. Він залишив Метуллу, щоб заснувати організацію сільськогосподарської техніки. Разом із членом німецької спільноти темплерів він відкрив бізнес з імпорту та продажу сільськогосподарських машин, таких як жатки, борони та зернозбиральні комбайни, використовуючи сучасні маркетингові методи. Інша компанія, яку він заснував, продавала бензинові насоси, центрифугу для сепарації вершків і виробництва масла, а також добрива. Він також імпортував різні сорти насіння та винограду.
Він склав ботанічну карту Палестини та її околиць і став провідним експертом з цього питання. У 1906 році під час екскурсії на гору Хермон під час походу навколо Верхньої Галілеї в районі Рашая на території сучасного Лівану він виявив Triticum dicoccoides, яку він вважав «матір'ю пшениці», важливу знахідку для агрономів та істориків людської цивілізації. Генетики довели, що дика полба справді є предком більшості одомашнених видів пшениці, які сьогодні культивуються у великих масштабах за винятком однозернянки, іншого стародавнього виду, який наразі є просто реліктовою культурою.
Це відкриття зробило Ааронсона всесвітньо відомим, і під час поїздки до Сполучених Штатів він зміг отримати фінансову підтримку для дослідницької станції, заснованої в Атліті в 1909 році. Ааронсон створив велику колекцію геологічних і ботанічних зразків і створив бібліотеку.
Ааронсон служив науковим консультантом Джемаль-паші під час нашестя пустельної сарани, що знищила врожай, у 1915 році. У березні-жовтні того ж року сарана позбавила країну майже всієї рослинності. Ааронсон і команда, яка бореться з нашестям сарани, отримали дозвіл пересуватися територією, відомою як Південна Сирія (включаючи сучасний Ізраїль), і склали детальні карти територій, які вони досліджували. Ааронсон також збирав стратегічну інформацію про османські табори та дислокацію військ.
У 1918 році Ааронсон був одним із експертів, з якими консультувалися з метою демаркації північного кордону Палестини, зосереджуючись на потребі в зрошувальній воді. Він передбачив межу, яка б забезпечила включення витоків річок Йордан, Літані та Ярмук. Його підхід став офіційною базою сіоністів, представленою на мирній конференції в Парижі в лютому 1919 року.

## Політична діяльність і шпигунство
Під час Першої світової війни османи приєдналися до німців, і Ааронсон побоювався, що євреїв спіткає та ж доля, що й вірмен під турками. Разом зі своїм помічником Авшаломом Файнбергом, сестрою Сарою Ааронсон та кількома іншими Ааронсон організував НІЛІ, групу єврейських жителів Палестини, які шпигували на користь Великобританії під час Першої світової війни. Він рекомендував план нападу через Беер-Шеву, який генерал Едмунд Алленбі зрештою використав для взяття Єрусалиму в грудні 1917 року в рамках Синайсько-Палестинської кампанії. Завдяки інформації, наданій Нілі британській армії щодо розташування оазисів у пустелі, генерал Алленбі зміг здійснити раптовий напад на Беер-Шеву, обійшовши потужну османську оборону в Газі.
У 1917 році Хаїм Вейцман відправив Ааронсона в політичну кампанію до США. Перебуваючи там, Ааронсон дізнався, що османська влада перехопила нілійського поштового голуба, що призвело до арешту та катувань його сестри Сари та інших учасників підпілля.

## Смерть і спадок

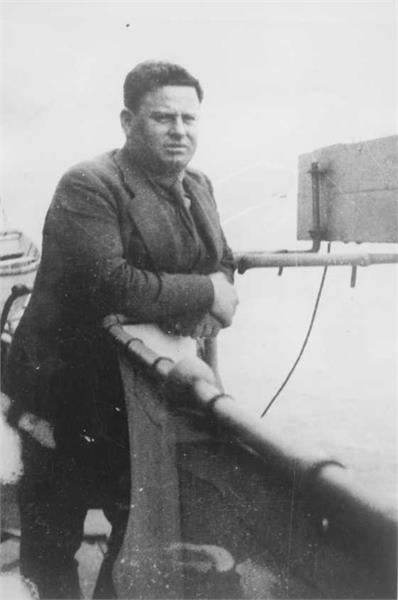
Останнє зображення Ааронсона

Після війни Вейцман закликав Ааронсона працювати над Версальською мирною конференцією. 15 травня 1919 року за нез'ясованих обставин Ааронсон загинув у авіакатастрофі над Ла-Маншем, коли він прямував до Франції. Дехто звинуватив британський уряд.
Ааронсон помер холостяком і не мав дітей. Його дослідження флори Палестини (Ерец-Ісраель) та Трансйорданії, а також частина його дослідницьких щоденників були опубліковані посмертно.
Після смерті Ааронсона директор британської військової розвідки підтвердив, що перемога Алленбі була б неможливою без інформації, наданої групою Ааронсона.

## Опубліковані праці
- Сільськогосподарські та ботанічні дослідження в Палестині, 1910 рік
- «Shemot ha-tzemachim» («Ботанічні назви»), у: Hashelaḥ 26 (1912)
- Reliquiae Aaronsohnianae, 1940

## Примітка
1. ↑  Esra Magazine - The Aaronsohn Saga - A Review
2. ↑  https://plants.jstor.org/stable/10.5555/al.ap.person.bm000150011
3. 1 2  Peng, Junhua; Korol, Abraham B.; Fahima, Tzion; Röder, Marion S.; Ronin, Yefim I.; Li, Youchun C.; Nevo, Eviatar (1 жовтня 2000). Molecular Genetic Maps in Wild Emmer Wheat, Triticum dicoccoides : Genome-Wide Coverage, Massive Negative Interference, and Putative Quasi-Linkage. Genome Research (англ.). 10 (10): 1509—1531. doi:10.1101/gr.150300. ISSN 1088-9051. PMC 310947. PMID 11042150.
4. ↑  Редакция. Ааронсон, семья. Электронная еврейская энциклопедия ОРТ (рос.). Процитовано 9 квітня 2025.
5. ↑  2073 | Encyclopedia of the Founders and Builders of Israel. www.tidhar.tourolib.org. Процитовано 9 квітня 2025.
6. 1 2 3 4  Hasson, Nir. Spy, agronomist, entrepreneur: The Israeli legacy of Aaron Aaronsohn. Haaretz.com (англ.). Архів оригіналу за 30 листопада 2024. Процитовано 9 квітня 2025.
7. ↑  Sarah Aaronsohn – Jewish Women's Archive. jwa.org. Процитовано 5 жовтня 2017.
8. ↑  Sarah Aaronsohn | Encyclopedia.com. www.encyclopedia.com. Процитовано 12 грудня 2020.
9. ↑  NILI and the Issue of Divided Loyalties in the Jewish Yishuv of Ottoman Palestine (PDF). Institute for Palestine Studies. Процитовано 18 вересня 2021.
10. ↑  Bloom, Cecil (2005). Aaron Aaronsohn: forgotten man of history?. Jewish Historical Studies. 40: 177—196. ISSN 0962-9696.
11. ↑  Spy, agronomist, entrepreneur: The Israeli Legacy of Aaron Aaronsohn, Haaretz
12. ↑  Valkoun, J., "The geographical distribution of wild wheats in their historical setting and current context" in The Linnean "Wheat Taxonomy: the legacy of John Percival", Special Issue 3, 2001. Page 82.
13. ↑  Palestine Exploration Fund (1908). Quarterly Statement - Palestine Exploration Fund. Palestine Exploration Fund.
14. ↑  Online Biography of Aharon Ahronson - Zionism and Israel - Biographies. zionism-israel.com. Процитовано 9 квітня 2025.
15. 1 2  Lawrence and Aaronsohn: T. E. Lawrence, Aaron Aaronsohn, and the Seeds of the Arab-Israeli Conflict, Ronald Florence [Архівовано 22 December 2010 у Wayback Machine.]
16. ↑  Spafford, Horatio; Geographic, The National (12 січня 2005). The Locust Plague - The American Colony in Jerusalem | Exhibitions - Library of Congress. www.loc.gov. Процитовано 9 квітня 2025.
17. ↑  Biger, Gideon (2004). The Boundaries of Modern Palestine, 1840-1947 (англ.). Psychology Press. ISBN 978-0-7146-5654-0.
18. ↑  These Pigeons Flew for a Jewish Palestine. Jewish Telegraphic Agency (амер.). Процитовано 9 квітня 2025.
19. ↑  Lawrence and Aaronsohn. Архів оригіналу за 9 жовтня 2020. Процитовано 8 жовтня 2020.
20. ↑  The Aaronsohn Saga. Архів оригіналу за 3 березня 2016. Процитовано 9 жовтня 2012.
21. ↑  Aaronsohn | Encyclopedia.com. www.encyclopedia.com. Процитовано 9 квітня 2025.

## Подальше читання
- Рональд Флоренс, Лоуренс і Ааронсон: Т. Е. Лоуренс, Аарон Ааронсон і зародки арабо-ізраїльського конфлікту, 2007, Viking Adult, ISBN 978-0-670-06351-2.
- Хаїм Герцог, Герої Ізраїлю, 1989, Little Brown and Company, Бостон ISBN 0-316-35901-7
- Голдстоун, Патриція. Карти Ааронсона: Нерозказана історія про людину, яка могла створити мир на Близькому Сході. Сан-Дієго: Харкорт, 2007.
- Шмуель Кац, Сага про Ааронсона, 2007, видавництво Gefen, Єрусалим ISBN 978-965-229-416-6
- Андерсон, Скотт. Лоуренс в Аравії: війна, обман, безглуздя імперії та створення сучасного Близького Сходу, 2013, Doubleday, ISBN 978-0-385-53292-1.
- Ot me-Avshalom Нава Макмел-Атір, 2009 (іврит), ISBN 978-965-482-889-5
- Нещодавні дослідження генетичного потенціалу дикого емера, відкритого Ааронсоном. Анотація «Одомашнення дикої пшениці емер в еволюційному сільському господарстві» Джуньхуа Пен та Евіатар Нево. Розділ 8 (стор. 193–255) Нові горизонти в еволюції. Academic Press/Elsevier (2021), ISBN 978-0-323-90752-1, doi:10.1016/B978-0-323-90752-1.00007-9. Через sciencedirect.com. Доступ 2021-12-18.